# Chen Kuiyuan
Chen Kuiyuan (Kangping (Liaoning), januari 1941) is een Chinees politicus.

## Studie
Chen studeerde af aan het Normaalcollege van Binnen-Mongolië in politicologie in 1964.

## Binnen-Monglië
Hij werd lid van de Communistische Partij van China in mei 1965 en werd te werk gesteld in de communistische partijschool in Hulunbuir in de Binnen-Mongoolse autonome regio. Hij vervulde verschillende functies in Hulunbuir en werd uiteindelijk partijleider van het lokale communistische comité.
In 1989 werd hij permanent lid van het communistische partijcomité van Binnen-Mongolië en secretaris van de commissie voor hogere instituten van de Binnen-Mongoolse autonome regio. In 1991 werd hij gepromoveerd tot vicevoorzitter van Binnen Mongolië.

## Tibet
In januari 1992 werd hij overgeplaatst naar de Tibetaanse Autonome Regio en werd daar vicepartijvoorzitter.
In november van dat jaar volgde hij Hu Jintao op als comitésecretaris van de Communistische Partij van Tibet. Deze functie behield hij uiteindelijk acht jaar tot september 2000.

## Vervolgcarrière
In 2000 werd Chen overgeplaatst naar Henan, waar hij partijsecretaris werd.
In januari 2003 werd hij benoemd tot voorzitter en leider van de partijgroep van de Chinese Academie van Sociale Wetenschappen.
In maart 2003 werd hij benoemd tot de vicevoorzitter van de 10e Politieke Consultatieve Conferentie van het Chinese Volk en werd hiervoor herkozen in maart 2008.}